# Lotta libera ai Giochi della XVIII Olimpiade - Pesi mosca
La competizione della categoria pesi mosca (fino a 52 kg) di lotta libera dei Giochi della XVIII Olimpiade si è svolta dall'11 al 14 ottobre 1964 alla Arena Nippon Budokan a Tokyo.

## Formato
Ad ogni incontro venivano assegnate le seguenti penalità:
- 0 = Al vincitore per schienata
- 1 = Al vincitore ai punti
- 2 = In caso di pareggio
- 3 = Allo sconfitto ai punti
- 4 = Allo sconfitto per schienata

Con sei penalità o più il lottatore veniva eliminato.

## Risultati
| Legenda                                  | Legenda |
| ---------------------------------------- | ------- |
| Lottatore con 6 penalità o più Eliminato |         |

### 1º Turno
Si è disputato il 11 ottobre
| Vincitore                  | Pen. | Risultato  | Sconfitto               | Pen. |
| -------------------------- | ---- | ---------- | ----------------------- | ---- |
| Muhammad Niaz-Din          | 2    | = Parità = | Sayed Ali Akbar Haydari | 2    |
| Athanasios Zafeiropoulos   | 0    | Schienata  | Liang Soon Hin          | 4    |
| Gray Simons                | 1    | Ai Punti   | Stoyko Malov            | 3    |
| Ali Aliyev                 | 1    | Ai Punti   | Gheorghe Ţarălungă      | 3    |
| Malwa Singh                | 1    | Ai Punti   | Paul Neff               | 3    |
| Chimedbazaryn Damdinsharav | 1    | Ai Punti   | Ernest Fernando         | 3    |
| Cemal Yanılmaz             | 0    | Schienata  | Seán O'Connor           | 4    |
| Vincenzo Grassi            | 1    | Ai Punti   | Faiz Mohammad Khakshar  | 3    |
| Yoshikatsu Yoshida         | 0    | Schienata  | André Zoete             | 4    |
| Eduardo Campbell           | 0    | Schienata  | César del Rio           | 4    |
| Jang Chang-Seon            | 0    | Schienata  | Max McAlary             | 4    |

### 2º Turno
Si è disputato il 12 ottobre
| Vincitore                  | Pen. | Risultato  | Sconfitto                | Pen. |
| -------------------------- | ---- | ---------- | ------------------------ | ---- |
| Muhammad Niaz-Din          | 3    | Ai Punti   | Athanasios Zafeiropoulos | 3    |
| Sayed Ali Akbar Haydari    | 2    | Schienata  | Liang Soon Hin           | 8    |
| André Zoete                | 4    | Schienata  | Max McAlary              | 8    |
| Stoyko Malov               | 3    | Schienata  | Gheorghe Ţarălungă       | 7    |
| Gray Simons                | 3    | = Parità = | Ali Aliyev               | 3    |
| Jang Chang-Seon            | 1    | Ai Punti   | Eduardo Campbell         | 3    |
| Malwa Singh                | 1    | Abbandono  | Ernest Fernando          | 7    |
| Chimedbazaryn Damdinsharav | 1    | Abbandono  | Paul Neff                | 7    |
| Cemal Yanılmaz             | 1    | Ai Punti   | Vincenzo Grassi          | 4    |
| Seán O'Connor              | 4    | Schienata  | Faiz Mohammad Khakshar   | 7    |
| Yoshikatsu Yoshida         | 0    | Schienata  | César del Rio            | 8    |

### 3º Turno
Si è disputato il 13 ottobre
| Vincitore               | Pen. | Risultato | Sconfitto                  | Pen. |
| ----------------------- | ---- | --------- | -------------------------- | ---- |
| Muhammad Niaz-Din       | 4    | Ai Punti  | Stoyko Malov               | 6    |
| Sayed Ali Akbar Haydari | 3    | Ai Punti  | Athanasios Zafeiropoulos   | 6    |
| Gray Simons             | 4    | Ai Punti  | Malwa Singh                | 4    |
| Ali Aliyev              | 4    | Ai Punti  | Chimedbazaryn Damdinsharav | 4    |
| Vincenzo Grassi         | 5    | Ai Punti  | Seán O'Connor              | 7    |
| Yoshikatsu Yoshida      | 1    | Ai Punti  | Cemal Yanılmaz             | 4    |
| André Zoete             | 4    | Schienata | Eduardo Campbell           | 7    |
| Jang Chang-Seon         | 1    | Esentato  |                            |      |

### 4º Turno
Si è disputato il 14 ottobre
| Vincitore               | Pen. | Risultato  | Sconfitto                  | Pen. |
| ----------------------- | ---- | ---------- | -------------------------- | ---- |
| Jang Chang-Seon         | 2    | Ai Punti   | Muhammad Niaz-Din          | 7    |
| Sayed Ali Akbar Haydari | 5    | = Parità = | Gray Simons                | 6    |
| Ali Aliyev              | 4    | Schienata  | Malwa Singh                | 8    |
| Cemal Yanılmaz          | 4    | Schienata  | Chimedbazaryn Damdinsharav | 8    |
| Yoshikatsu Yoshida      | 1    | Schienata  | Vincenzo Grassi            | 9    |
| André Zoete             | 4    | Esentato   |                            |      |

### 5º Turno
Si è disputato il 14 ottobre
| Vincitore               | Pen. | Risultato | Sconfitto      | Pen. |
| ----------------------- | ---- | --------- | -------------- | ---- |
| Jang Chang-Seon         | 3    | Ai Punti  | André Zoete    | 7    |
| Sayed Ali Akbar Haydari | 6    | Ai Punti  | Cemal Yanılmaz | 7    |
| Yoshikatsu Yoshida      | 2    | Ai Punti  | Ali Aliyev     | 7    |

### Finale
| Vincitore          | Pen. | Risultato | Sconfitto       | Pen. |
| ------------------ | ---- | --------- | --------------- | ---- |
| Yoshikatsu Yoshida | 3    | Ai Punti  | Jang Chang-Seon | 6    |

## Classifica finale
| Pos.    | Atleta                     | Nazione          |
| ------- | -------------------------- | ---------------- |
| Oro     | Yoshikatsu Yoshida         | Giappone         |
| Argento | Jang Chang-Seon            | Corea del Sud    |
| Bronzo  | Sayed Ali Akbar Haydari    | Iran             |
| 4       | André Zoete                | Francia          |
| 4       | Cemal Yanılmaz             | Turchia          |
| 4       | Ali Aliyev                 | Unione Sovietica |
| 7       | Gray Simons                | Stati Uniti      |
| 8       | Muhammad Niaz-Din          | Pakistan         |
| 9       | Malwa Singh                | India            |
| 9       | Chimedbazaryn Damdinsharav | Mongolia         |
| 11      | Vincenzo Grassi            | Italia           |
| 12      | Stoyko Malov               | Bulgaria         |
| 12      | Athanasios Zafeiropoulos   | Grecia           |
| 14      | Seán O'Connor              | Irlanda          |
| 14      | Eduardo Campbell           | Panama           |
| 14      | Faiz Mohammad Khakshar     | Afghanistan      |
| 14      | Paul Neff                  | Germania         |
| 14      | Gheorghe Ţarălungă         | Romania          |
| 14      | Ernest Fernando            | Ceylon           |
| 20      | Max McAlary                | Australia        |
| 20      | Liang Soon Hin             | Malaysia         |
| 20      | César del Rio              | Messico          |